# Vojinovići
Vojinovići (cyr. Војиновићи) – wieś w Czarnogórze, w gminie Plužine. W 2011 roku liczyła 51 mieszkańców.